# Buntschwanzpapageien
Die Buntschwanzpapageien (Touit) sind eine neotropische Papageiengattung, die in Süd- und Mittelamerika vorkommt. Sie wurde 1855 von dem englischen Zoologen George Robert Gray mit dem Schwarzstirnpapagei (Touit huetii) als Typusart eingeführt. Der Gattungsname leitet sich von der ausgestorbenen Tupi-Sprache ab, die von den Ureinwohnern Brasiliens gesprochen wurde: Tuí eté bedeutet wirklich kleiner Papagei. Im Jahr 1648 verwendete der deutsche Naturforscher Georg Marggraf in seinem Werk Historia Naturalis Brasiliae den Begriff Tuiete für einen kleinen Papagei.

## Merkmale
Die Buntschwanzpapageien sind kleine, stämmige Papageien mit einem grünen Grundgefieder und einem kurzen, quadratischem und oft mehrfarbigen Schwanz. Die Schwanzfedern sind breit und gespitzt. Die langen Unterschwanzdecken reichen fast bis zur Schwanzspitze. Der Schnabel ist verhältnismäßig groß, eher schmal und ohne Einkerbung im Oberkiefer. Die Gesichtshaut ist nackt. Die Iris ist hell, Beine und Schnabel sind rosagrau. Bei wenigen Arten ist ein hervorstehender nackter Augenring vorhanden. Männchen und Weibchen sind meist geschlechtsdimorph und die juvenilen Vögel ähneln den Altvögeln oder sind stumpfer gefärbt als diese.

## Arten und ihre Verbreitung
Es werden acht Arten unterschieden: 
- Siebenfarbenpapagei (Touit batavicus). Verbreitung: Kolumbien, Französisch-Guayana, Guyana, Suriname, Trinidad und Tobago und Venezuela.
- Schwarzstirnpapagei (Touit huetii). Verbreitung: Bolivien, Brasilien, Kolumbien, Ecuador, Guyana, Peru, Trinidad und Tobago und Venezuela.
- Costa-Rica-Papagei (Touit costaricensis). Verbreitung: Costa Rica und Panama.
- Kronenpapagei (Touit dilectissimus). Verbreitung: Zentral-Panama ostwärts über Nord-Kolumbien bis Nordwest-Venezuela sowie entlang der Westhänge der Ost-Anden bis nach Nordwest-Ecuador.
- Purpurschwanzpapagei (Touit purpuratus). Verbreitung: Brasilien, Kolumbien, Ecuador, Französisch-Guayana, Guyana, Peru, Suriname und Venezuela.
- Braunrückenpapagei (Touit melanonotus). Verbreitung: südöstliches Brasilien.
- Gelbschwanzpapagei (Touit surdus). Verbreitung: östliches Brasilien.
- Tüpfelpapagei (Touit stictopterus). Verbreitung: Kolumbien, Ecuador und Peru.

## Lebensweise
Die Buntschwanpapageien bewohnen das Kronendach von Wäldern, wo die Identifizierung sehr schwierig ist, da sie durch ihr Gefieder gut getarnt sind und sie sich leise verhalten. Die Nahrung besteht aus Früchten, Samen und Blüten. Die Nester befinden sich in Hohlräumen, die in arborealen Termitennestern oder in Baumhöhlen errichtet werden.